# Rafael Maluenda
Rafael Maluenda Labarca (Santiago, 18 de marzo de 1885 - 4 de septiembre de 1963) fue un periodista y escritor chileno, director del diario local El Mercurio y Premio Nacional de Periodismo 1954.

## Biografía
Nació en la Posada del Corregidor en Santiago, hijo del coronel de Ejército Aarón Maluenda Araos, un veterano de guerra, y de Mariana Labarca Toro. Estudió en el Instituto Nacional, donde fue editor y redactor del periódico escolar El Deber.
A los 19 años comenzó a trabajar como reportero del diario La Ley, donde permaneció cinco años. En 1904 publicó su primer cuento en un medio escrito, «Rebelión». En 1905 ingresó a estudiar arquitectura de la Universidad de Chile, carrera que dejó al año para continuar sus actividades literarias. En 1910 publicó su primer libro, Escenas de la vida campesina. Paralelamente trabajó como periodista en los periódicos El Ferrocarril y El Diario Ilustrado, y publicó en las revistas Zig-Zag y Pacífico Magazine.
En 1914 contrajo matrimonio con Teresa Merino Feliú y se trasladó a Chillán, donde fundó el diario El Día. Algunos años después fue designado director de La Discusión, en la misma ciudad, cargo que desempeñó por dos años. De vuelta en la capital chilena, se unió a El Mercurio en 1920, el que llegó a dirigir entre 1946 y 1963. Como periodista cubrió la Séptima Conferencia Internacional de América en 1930 y la conferencia para la Consolidación de la Paz, realizada en Buenos Aires (1936), donde conoció a Franklin D. Roosevelt.
Trabajó en la campaña presidencial de Arturo Alessandri, y fue colaborador de su presidencia, para la cual redactó el folleto titulado Manifiesto, Estatutos Generales y Documentos que sirven de base para la organización de la clase media en Chile. El gobierno de Alessandri lo envió a Asia como Inspector de Consulados en 1922.
Sobre su obra Armiño negro, publicada en 1942, se realizó en Argentina la película del mismo nombre, dirigida en 1953 por Carlos Hugo Christensen y protagonizada por Laura Hidalgo y Roberto Escalada.

## Homenajes
En 1928 fue condecorado en Perú con la medalla de Caballero Oficial de la Orden El Sol.
En 1955 le fue conferido el Premio Nacional de Periodismo y fue nombrado miembro de la Academia Chilena de la Lengua.